# جيل تومسون
جيل تومسون (بالإنجليزية: Jill Thompson)‏ هي رسامة توضيحية وكاتِبة أمريكية، ولدت في 20 نوفمبر 1966.

## وصلات خارجية
- جيل تومسون على موقع IMDb (الإنجليزية)
- جيل تومسون على موقع قاعدة بيانات الفيلم (الإنجليزية)
- جيل تومسون على موقع كينوبويسك (الروسية)